# De Kommeniste
De Kommeniste was een Belgische punkgroep die eind jaren 70, begin jaren 80 actief was.

## Biografie
De groep werd eind jaren zeventig opgericht te Antwerpen met als bezetting zanger en gitarist Marc Meulemans (21 mei 1956 - 27 januari 2007), bassist Herman Tallein, leadgitarist Mark Meulemans en drummer Bob Campenaerts. De band koos de meest niet-commerciële groepsnaam om hun anti-establishmenthouding duidelijk te maken en spelde die doelbewust verkeerd om te tonen dat ze zichzelf ook niet echt serieus namen. De naam is een woordspeling op het communisme.
Een belangrijke invloed was Talking Heads, hoewel ze ook het voorprogramma hebben verzorgd voor The Cure en Joy Division. Hun debuutsingle Wonder der Techniek (1979) werd door Marc Moulin en Dan Lacksman geproduceerd.
De groep bracht één album uit, 1000 Titels (1980), waarvan de single Ritmische Dans een bescheiden hitje werd. Ze kochten speciaal voor het album 1000 witte hoezen, waarin ze met een hamer en metalen staaf zelf gaten klopten. Hierdoor zijn veel van deze originele plaatuitvoeringen uniek, ook al omdat ieder exemplaar een verschillende titel kreeg. Op het moment dat hun eerste en enige album uitkwam, waren De Kommeniste overigens al uiteengevallen. Onder een andere groepsnaam, The Plant, namen ze nog wel één nummer op. Dat nummer, Plantdesign, verscheen op de verzamelplaat Get Sprouts (1980), een album dat de Belgische bank ASLK gratis weggaf aan jongeren die bij hen een jongerenrekening openden.

## Na het uiteenvallen
Later werkte frontman Marc Meulemans als grafisch ontwerper voor de krant De Morgen en de bladen MaoMagazine, Deng en Humo. Hij was ook vast muzieksamensteller voor de Toneelgroep Amsterdam en modeontwerper A.F. Vandevorst en actief voor het Gentse museum het S.M.A.K. Hij ontwierp ook de hoes van de albums As Heard On Radio Soulwax (2000) van 2 Many DJs, Riding A Ghost (2004) van A Brand en de hoes van het dEUS-album Pocket Revolution (2005). Hij was ook actief als deejay voor Radio Centraal. Meulemans overleed op 26 januari 2007 aan een hartstilstand. Hij was 50 jaar. Tijdens de begrafenis traden Tom Barman, Laïs en Daan op.
In 2011 opende Bob Campenaerts Café Mombasa op het Moorkensplein in Borgerhout. Het werd het supporterscafé voor wielrenner Victor Campenaerts, de neef van Bob. Medio september 2023 overleed hij in zijn slaap tijdens een fietsvakantie in Spanje.
In 2021 werd de plaat 1000 Titels heruitgebracht op 2000 exemplaren.

## Discografie

### Albums
- 1000 Titels (1980), label Mastik

### Singles
- Wonder der Techniek (1979)
- Ritmische Dans (1980)